# Glischropus
Glischropus — рід ссавців родини лиликових. Живе в пд.-сх. Азії й Індонезії.

## Морфологія
Голова і тіло довжиною 40 мм, хвіст довжиною 32–40 мм, передпліччя довжиною 28–35 мм, вага 3,5–4,5 г. Забарвлення від темно-червонувато-коричневого до чорнуватого зверху і блідіше знизу. Рід подібний до роду Нетопир (Pipistrellus), але відрізняється тим, що має краще розвинені подушечки. 